# 地球市民の日
地球市民の日（ちきゅうしみんのひ、英語: Earth Citizens Day）は、世界中の人々が地球環境を守り、持続可能な未来のために共に努力することを目的として制定された記念日です。この日は環境問題への意識を高め、個人やコミュニティが積極的に環境保護に参加することを促すことを目指しています。記念日は毎年6月15日であり、アメリカ、ヨーロッパ、韓国、日本、ニュージーランドなどでグローバルな連帯を通じて実施されています。

## 歴史
地球市民の日は、2009年に大韓民国の環境団体と市民社会の提案により始まりました。これは単なる環境保護を超えて、人類すべてが地球の一員としての責任を感じ、行動すべきだという哲学に基づいています。特に、気候変動、生物多様性の喪失、資源の枯渇など、地球が直面している課題を解決するためには、市民の参加が重要であることを強調しています。
地球市民の日は韓国から始まりましたが、現在ではアジア、ヨーロッパ、北米などさまざまな大陸で記念されています。各地域では地域の特性に応じた活動が行われ、グローバルな環境団体と協力して国際的なキャンペーンも活発に展開されています。特にSNSでは「#地球市民の日」というハッシュタグを通じて、世界中の人々が自身の環境保護の取り組みを共有し、連帯を深めています。また、アメリカ・ニューメキシコ州上院は「地球市民の日（Earth Citizens Day）」を公式に記念日として宣言しました（Senate Memorial 17）。